# Filip al Belgiei
Filip sau Philippe (franceză Philippe Léopold Louis Marie, neerlandeză Filip(s) Leopold Lodewijk Maria) (n. 15 aprilie 1960, Laeken, Brussel, Comunitatea Francofonă din Belgia⁠(d), Belgia) este regele belgienilor. Membru al Casei de Saxa-Coburg și Gotha, acesta a urcat pe tron la 21 iulie 2013, în urma abdicării tatălui său. În acel an Filip a fost al treilea în clasamentul celor mai tineri monarhi europeni în exercițiu, în urma regelui Willem-Alexander al Țărilor de Jos și a regelui Felipe al VI-lea al Spaniei.

## Biografie

### Copilărie și studii
Prințul Filip s-a născut la 15 aprilie 1960 la Laeken, la nord-vest de Bruxelles, fiind fiul cel mare al Prințului Albert (fratele regelui Baudouin I al Belgiei) și al Prințesei Paola. Nașii săi de botez au fost bunicul patern, Leopold al III-lea al Belgiei, și bunica maternă, Donna Luisa, Prințesă Ruffo di Calabria.
Prințul Filip a urmat studiile primare și gimnaziale în limba franceză la Etterbeek, apoi a făcut liceul în neerlandeză la Bruges. După aceea a studiat la Școala Militară Regală a Belgiei din 1978 până în 1981. A studiat pentru o scurtă perioadă și la Colegiul Trinity de la Universitatea Oxford, apoi a mers la Universitatea Stanford din California, unde a absolvit în 1985 un master în științe politice. 

### Prinț moștenitor
La moartea unchiului său, regele Baudouin, la 31 iulie 1993, tatăl lui Filip a devenit regele Albert al II-lea, iar Filip a devenit prinț moștenitor, primind titlul de duce de Brabant. În calitate de prinț moștenitor, a fost președinte de onoare al Camerei de Comerț Exterior a Belgiei și a făcut numeroase vizite în străinătate în scopul încheierii de acorduri economice.
Între 1993 și 1997 a fost președintele Consiliului Național pentru Dezvoltare Durabilă. De asemenea, prințul s-a implicat în mai multe fundații și organizații non-guvernamentale, atât belgiene, cât și internaționale. 

### Căsătorie și copii
Filip s-a căsătorit la 4 decembrie 1999 la Bruxelles cu Mathilde d'Udekem d'Acoz, fiica unui nobil belgian și descendentă pe linie maternă a unei familii nobile poloneze. Au patru copii:
- Prințesa Elisabeta, născută la 25 octombrie 2001
- Prințul Gabriel, născut la 20 august 2003
- Prințul Emmanuel, născut la 4 octombrie 2005
- Prințesa Eléonore, născută la 16 aprilie 2008

### Domnie
La 3 iulie 2013, tatăl său, regele Albert al II-lea a anunțat că a hotărât să abdice din motive de sănătate. Prințul Filip i-a urmat la tron ca rege al belgienilor la 21 iulie 2013. După urcarea sa pe tron, Prințesa Mathilde a devenit prima regină a Belgiei de origine belgiană.
Datorită modificării legii de succesiune de la sistemul primogeniturii agnatice (legea salică) la sistemul primogeniturii absolute (potrivit căruia întâiul născut moștenește tronul indiferent de sex), Prințesa Elisabeta a devenit prințesa moștenitoare a Belgiei, fiind urmată în ordinea succesiunii la tron de frații ei mai mici, prințul Gabriel, prințul Emmanuel și prințesa Eléonore.